# Route nationale 367
Pour les articles homonymes, voir Route 367.
La route nationale 367 ou RN 367 était une route nationale française reliant le Hérie-la-Viéville à Château-Thierry. À la suite de la réforme de 1972, elle a été déclassée en RD 967.
Voir le tracé de la RN 367 sur Google Maps

## Ancien tracé du Hérie-la-Viéville à Château-Thierry (D 967)
- Le Hérie-la-Viéville (km 0)
- Monceau-le-Neuf (km 6)
- Pargny-les-Bois (km 12)
- Crécy-sur-Serre (km 15)
- Laon (km 31)
- Bruyères (km 36)
- Monthenault (km 41)
- Chamouille (km 43)
- Cerny-en-Laonnois (km 46)
- Vendresse-Beaulne (km 48)
- Bourg-et-Comin (km 53)
- Longueval (km 57)
- Blanzy-lès-Fismes (km 60)
- Fismes (km 64)
- Chéry-Chartreuve (km 71)
- Mareuil-en-Dôle (km 78)
- Fère-en-Tardenois (km 84)
- Beuvardes (km 91)
- Épieds (km 97)
- Verdilly (km 101)
- Château-Thierry (km 105)

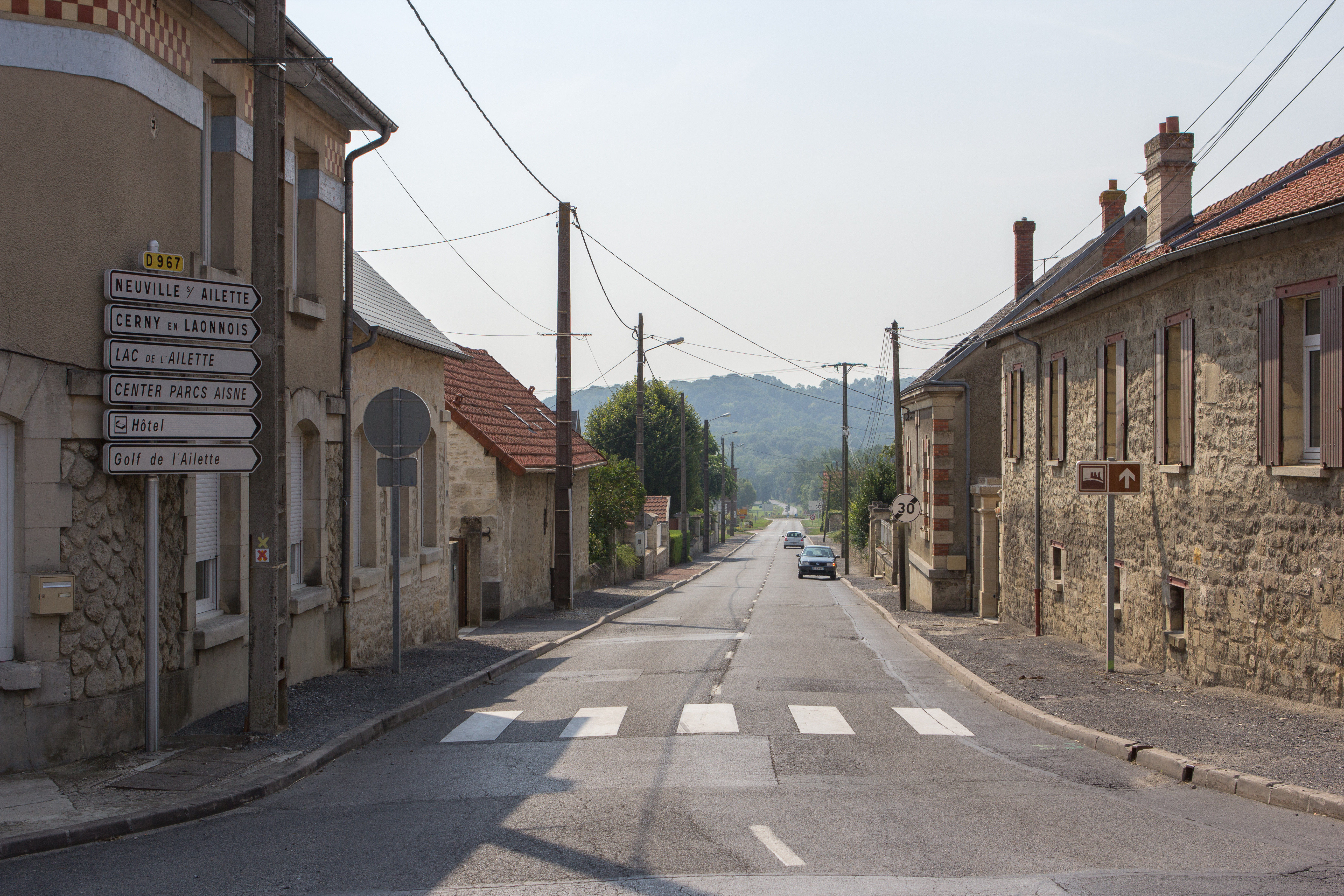
L'ex-RN 367 à Chamouille.
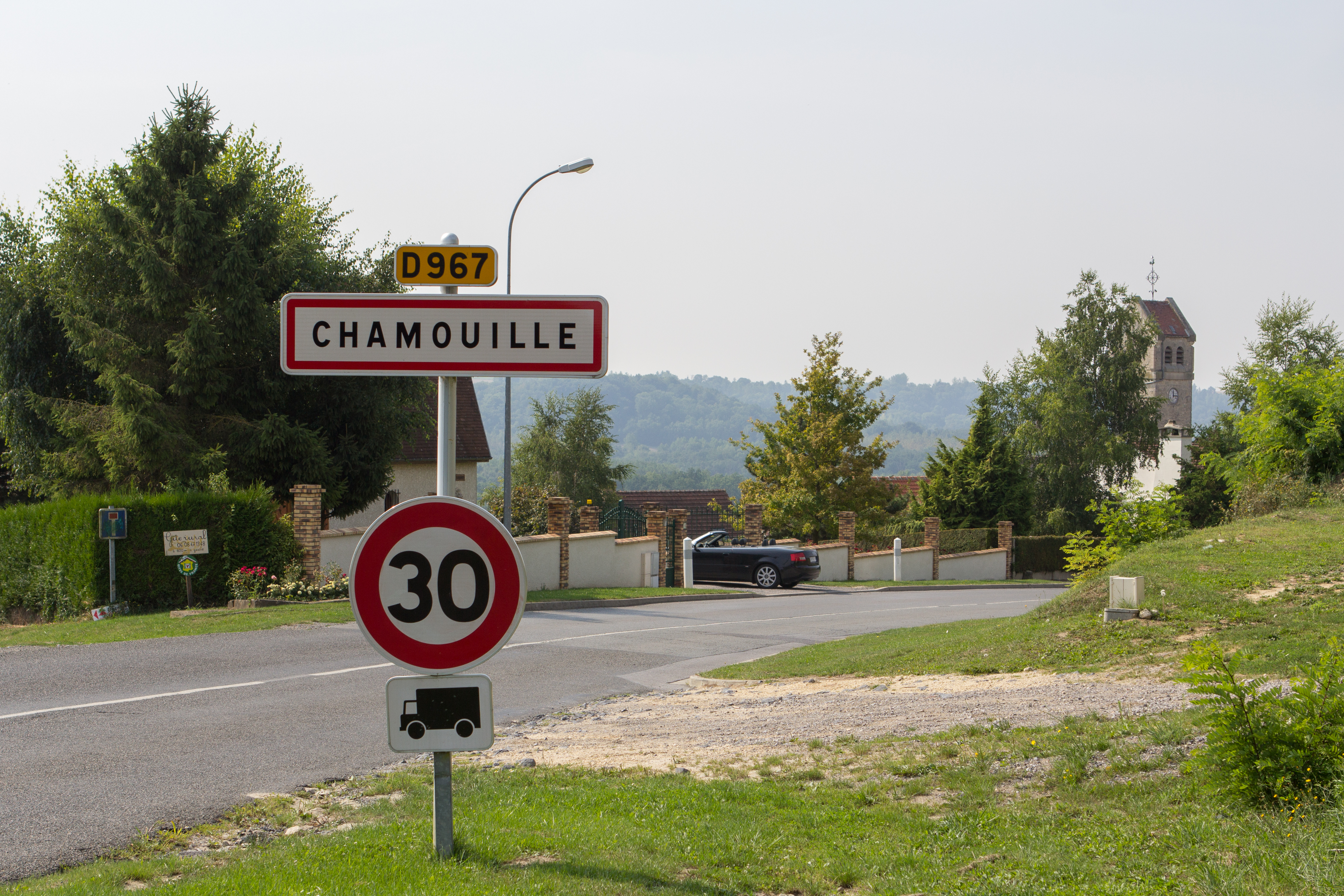
L'ex-RN 367 à Chamouille.